# 善法寺町
善法寺町（ぜんぽうじちょう）は、兵庫県尼崎市の町名。「丁目」の設定のない単独町名である。住居表示実施済区域。

## 地理
町内を名神高速道路および山陽新幹線が通過し、北側を藻川が流れる。

### 小字
出口、山本代、西マサシ、南行寺、一ノ坪、神田（一部）

## 歴史
一帯から土器が出土しており、古代寺院があったと伝わるが跡は発見されていない。史料上の初見は慶長10年（1610年）の「摂津国絵図」であるが、善徳寺と誤記されている。村高は224石2斗4升4合。元和3年（1617年）の「摂津一国高御改帳」では善法寺とみえる。江戸時代を通して村の大半は直領の時期と大坂城代の時期が交互にあったが、一部は旗本平野氏の知行であった。

### 沿革
- 慶長10年（1610年） - 史料上の初見。
- 1889年（明治22年）4月1日 - 町村制の施行により、久々知村、下坂部村、潮江村、次屋村、浜村、西川村、善法寺村、額田村、高田村、神崎村、長洲村、杭瀬村、梶ヶ島村、常光寺村、西長洲村、金楽寺村、今福村、大物村が合併して川辺郡小田村が発足。小田村大字善法寺となる。
- 1936年（昭和11年）4月1日 - 小田村が尼崎市と新設合併し、尼崎市（二代目）が発足。尼崎市大字善法寺となる。
- 1981年（昭和56年）11月1日 - 住居表示の実施に伴い善法寺は廃止となり、善法寺町を新設。一部が弥生ケ丘町となった[7]。

## 世帯数と人口
2021年（令和3年）3月31日現在（尼崎市発表）の世帯数と人口は以下の通りである。
| 町丁     | 世帯数  | 人口    |
| -------- | ------- | ------- |
| 善法寺町 | 913世帯 | 1,870人 |

## 学区
市立小・中学校に通う場合、学区は以下の通りとなる（2021年4月時点）。
| 町丁     | 番・番地等 | 小学校             | 中学校             |
| -------- | ---------- | ------------------ | ------------------ |
| 善法寺町 | 全域       | 尼崎市立小園小学校 | 尼崎市立小園中学校 |

## 事業所
2016年（平成28年）現在の事業所数と従業員数は以下の通りである。
| 町丁     | 事業所数 | 従業員数 |
| -------- | -------- | -------- |
| 善法寺町 | 29事業所 | 633人    |

## 交通

### 鉄道
- 山陽新幹線

### 道路
- 名神高速道路

## 施設
- 善法寺公園（善法寺町8[10]）
- 白井神社（善法寺町14-15）- 天之手力男命を祀る[11]。創祀は不詳であるが、正徳年間の付込帖写しには白井天祠とみえ、それ以前の鎮座であると考えられている[11]。1873年（明治6年）善法寺村の村社に列せられ、1983年（昭和58年）木造瓦葺の新社殿に改築された[11]。
- 善法寺保育園